# Cheung Kong Holdings
La Cheung Kong Holdings Limited è stata un'azienda di Hong Kong controllata dal magnate Li Ka Shing (tra i 20 uomini più ricchi del mondo secondo Forbes).

## Storia
La Cheung Kong Holdings controllava, mediante il possesso del 49,9% delle azioni, una delle più grandi conglomerate del mondo, la Hutchison Whampoa, mentre gli altri settori in cui operava la società erano l'immobiliare e il biotecnologico attraverso la società CK Life Science Holdings. Nel giugno 2015 ha completato il processo di fusione con Hutchison Whampoa Limited nella CK Hutchison Holdings Limited.

## Gruppo
Il gruppo era composto da 10 compagnie, tutte quotate alla borsa di Hong Kong:
- Cheung Kong (Holdings) Limited (長江實業(集團)有限公司 )
- Hutchison Whampoa (和記黃埔有限公司)
- Cheung Kong Infrastructure Holdings Limited (長江基建集團有限公司)
- Hongkong Electric Holdings Limited (香港電燈集團有限公司)
- Hutchison Telecommunications International Limited
- Hutchison Harbour Ring Limited
- TOM Group Limited
- CK Life Sciences Int'l., (Holdings) Inc. (長江生命科技集團有限公司)
- TOM Online Inc.